# Gyps
Gyps é um género de aves da família Accipitridae.

## Espécies
O género Gyps compreende oito espécies:
- Grifo-africano, Gyps africanus
- Grifo-bengalense, Gyps bengalensis
- Grifo-indiano, Gyps indicus
- Grifo-de-bico-fino, Gyps tenuirostris
- Grifo-de-rüppell, Gyps rueppellii
- Grifo-dos-himalaias, Gyps himalayensis
- Grifo-eurasiático, Gyps fulvus
- Grifo-do-cabo, Gyps coprotheres